# Anton Romako
Anton Romako (Atzgersdorf, Liesing, Viena, 20 de octubre de 1832-Viena, 8 de marzo de 1889) fue un pintor austríaco.

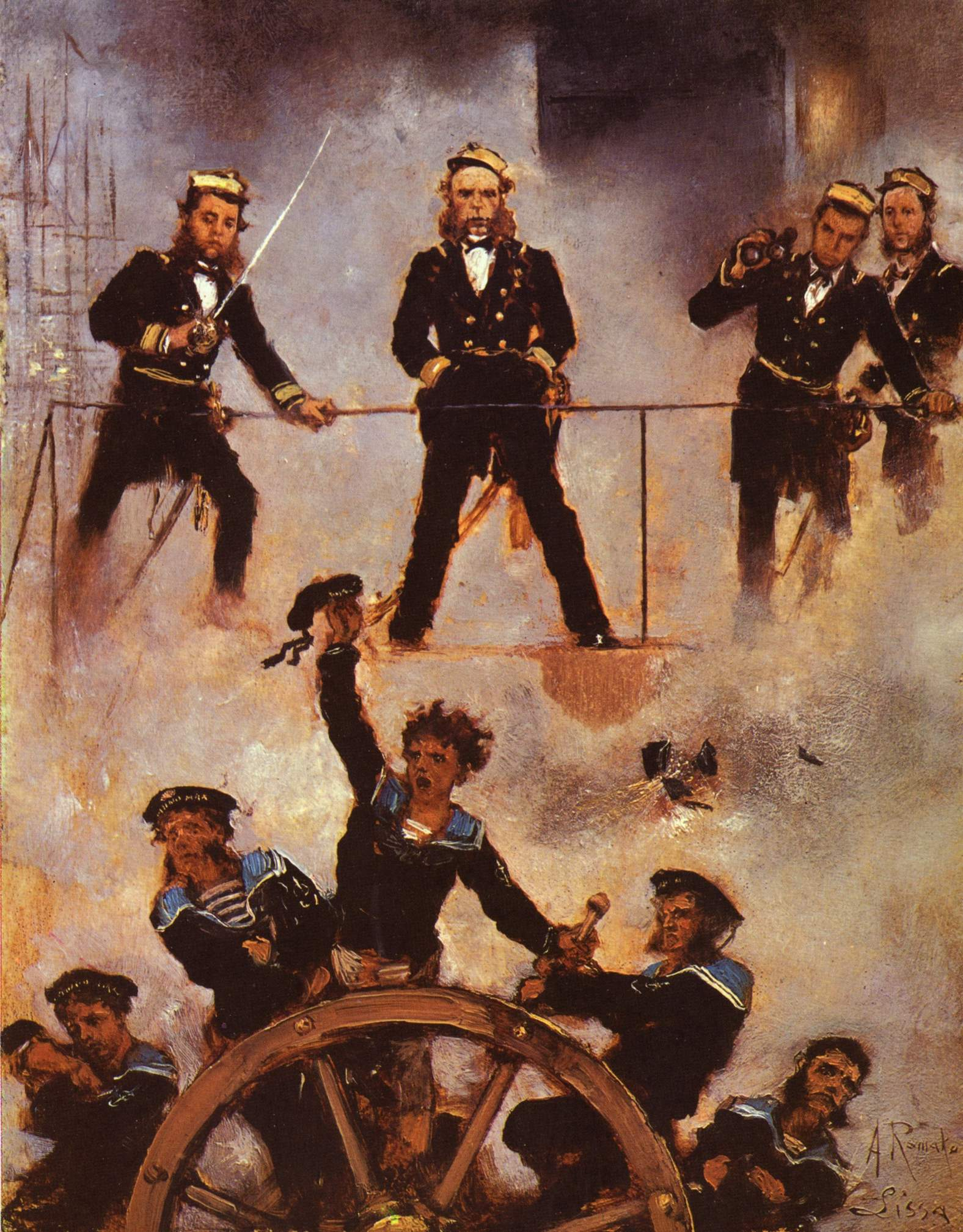
Anton Romako, Tegethoff durante la Batalla de Lissa, 1878-1880

## Biografía
Romako nació como hijo ilegítimo del comerciante de algodón Jozef Leper y su criada checa Elisabeth Maria Anna Romako. Estudió pintura en la Academia de Bellas Artes de Viena entre los años de 1847 y 1849), siendo alumno de Ferdinand Georg Waldmüller, quien consideraba que  no tenía talento. En 1849 se trasladó a Munich para continuar con su formación artística bajo la docencia de Wilhelm Kaulbach. A principios de la década de 1850, nuevamente en Viena, estudió a título particular con Carl Rahl, cuyo estilo adoptó. En 1854 comenzó a viajar a Italia, a ciudades como Venecia, y a España. En 1857 se instaló en Roma como el pintor de retratos, géneros y paisajes favorito de la colonia local de extranjeros, residiendo allí durante casi veinte años. También viajó a Londres. 
En 1862 se casó con Sophie Köbel, la hija del arquitecto Karl Köbel, y la pareja tuvo cinco hijos antes de que Sophie dejara a Romako en 1875 por su amante. En 1876 regresó a Viena tras su separación, pero no pudo restablecerse contra el estilo representado por Hans Makart y confió cada vez más en la caridad de mecenas tan adinerados como el conde Kuefstein. Realizó viajes de estudios a Hungría, Italia y Francia, y durante los años de 1882 a 1884 alternó entre París y Ginebra. Dos de sus hijas, Mathilde y Mary, se suicidaron en 1887; Romako nunca se recuperó del impacto. Pasó sus últimos años viviendo abandonado cerca de Viena, donde murió en la pobreza en 1889. Fue enterrado en el cementerio central de Viena.
En 1953, una calle de Atzgersdorf fue bautizada con el nombre del pintor, siendo hoy conocida como Romakogasse.

## Obra
Romako pintó una gran cantidad de escenas de paisajes influenciadas por la escuela de Barbizon, aunque es conocido principalmente por sus retratos y escenas históricas. Sus primeras obras muestran la influencia del realismo Biedermeier, mientras que las últimas están pintadas en un estilo expresionista que perturbó a sus contemporáneos. Pasó más de una década antes de que sus obras fueran reconsideradas y apreciadas. Como influencias, quedó impresionado por el joven Oscar Kokoschka y tuvo una gran influencia en su obra.
Hoy en día Romako es considerado uno de los artistas más interesantes y pioneros de la era “Ringstraßenepoche”, con una intuición visionaria que abrió nuevas posibilidades pictóricas para la interpretación de lo visible. Se considera que cambió, de manera sutil, las formas convencionales de representación, desde un punto de vista de la interpretación psicológica.  Su famoso retrato de la emperatriz Elisabeth, que muestra su personalidad excéntrica, fue generalmente rechazado en su momento. Su obra más conocida, el retrato del almirante Wilhelm von Tegetthoff durante la Batalla naval de Lissa, muestra al almirante y algunos marineros sin el heroísmo habitual en el momento en que su barco Ferdinand Max va a embestir a un buque insignia italiano.
A comienzos del siglo XXI, el cuadro de Anton Romako La batalla de Lissa fue seleccionado como motivo para una moneda conmemorativa reciente de 20 euros, siendo acuñada el 15 de septiembre de 2004.
Entre los meses de abril y junio de 2018 se celebró, en el Leopold Museum de Viena, una exposición monográfica de la obra de Romako titulada Anton Romako - Beginn Der Moderne.
La obra de Anton Romako forma parte de colecciones como las que se muestran en la galería del Palacio Belvedere en Viena y en el Leopold Museum de Museumsquartier, donde se incluyen algunas de sus obras más reconocidas como los dos retratos de los impresores Reisser, la condesa Kuefstein, Odiseo y Circe o Niña cruzando un torrente.